# 2إس43 مالفا
2إس 43 مالڤا (بالروسية: 2С43 Мальва، تشير إلى زهرة الخبازة) هو مدفع ذاتي الحركة، روسي الصنع، عيار 152 مم مثبت على هيكل ثماني العجلات.

## التطوير
طُور مدفع 2إس43 مالفا بواسطة المعهد المركزي للأبحاث بوفيستنك ومقره في نيچني نوفجورود. طُور النظام في سياق برنامج نابرسوك، والذي من المفترض أن يطور مجموعة جديدة تمامًا من أنظمة المدفعية للقوات المسلحة الروسية.
الابتكار الرئيسي للمشروع هو استخدام هيكل ايه دبلو دي بثماني عجلات. يؤدي هذا إلى زيادة القدرة على الحركة وخفض الكتلة، دون التأثير على القدرة القتالية. كما أن الهياكل ذات العجلات أقل تكلفة في الاستغلال والإنتاج. ينتج المدفع مصنع أورالترانسماش، أحد فروع أورافاجونزافود. يُنتَج الهيكل باز-6610-02 "فوشينا" بواسطة مصنع بريانسك للسيارات.
في عام 2021، حُددت المتطلبات الفنية والتكتيكية، تحسبًا للاختبارات المستقبلية. بدأت هذه الاختبارات في عام 2021 وانتهت في 17 مايو 2023.
في 26 أكتوبر 2023، أعلن عن تسليم الدفعة الأولى من مدافع هاوتزر مالفا للجيش. وحسب تقارير إعلامية سُلمت الدفعة الثانية في يونيو 2024. وتشير التقارير إلى أن عمليات التسليم مستمرة منذ يوليو 2024. وبحسب التقارير، بدأت إمدادات النسخة الجديدة التي تحمل الاسم الرمزي 2إس44 جياتسنت-كيه في ديسمبر 2024.

### الانتشار في أوكرانيا
في 2 يونيو 2024، ظهرت صورة جوية للمدفع 2إس43 تُظهر نشر المركبة في موقع إطلاق نار في منطقة خاركيف في أوكرانيا كجزء من الغزو الروسي المستمر لأوكرانيا. في حين أُكد أن الصورة هي 2 إس 43، إلا أن المعلومات المتوفرة بخصوص عدد الوحدات الموجودة في المقدمة أو استخداماتها قليلة للغاية.
المدفع في الخدمة مع فرقة المدفعية في اللواء المدفعي المنفصل رقم 238 للقوات المسلحة الروسية، ويطلق قذائف أو إف 59 بعيدة المدى (منطقة كورسك).

## الملاحظات والمراجع
1. ↑  "Russia's 2S43 Malva 152mm 8x8 howitzer completes state trials successfully". www.armyrecognition.com. 18 مايو 2023. اطلع عليه بتاريخ 2024-11-15.
2. ↑  Benoît.C (4 Jan 2020). "[Actu] Vers une amélioration de la mobilité de l'artillerie russe". Red Samovar (بfr-FR). Retrieved 2023-05-25.{{استشهاد ويب}}:  صيانة الاستشهاد: لغة غير مدعومة (link)
3. ↑  Gravisse, Benjamin. "Malva et Floks. Le retour en grâce de l'artillerie sur roues en Russie ?". www.areion24.news (بfr-FR). Retrieved 2023-05-25.{{استشهاد ويب}}:  صيانة الاستشهاد: لغة غير مدعومة (link)
4. ↑  "2S43 Malva - 152mm Self-Propelled Howitzer". مؤرشف من الأصل في 2022-11-10. اطلع عليه بتاريخ 2023-05-25.{{استشهاد ويب}}:  صيانة الاستشهاد: مسار غير صالح (link)
5. ↑  "Гендиректор УВЗ сообщил о завершении госиспытаний самоходного орудия "Мальва"". TACC. اطلع عليه بتاريخ 2023-10-19.
6. ↑  ""Ростех" передал Минобороны первую партию новейших самоходных гаубиц "Мальва"". Коммерсантъ (بالروسية). 26 Oct 2023. Retrieved 2023-10-26.
7. ↑  "الجيش الروسي يحصل على دفعة جديدة من مدافع "مالفا" ذاتية الحركة". آر تي. 25 يونيو 2024. مؤرشف من الأصل في 2024-06-27. اطلع عليه بتاريخ 2025-05-04.
8. ↑  "Ростех поставил в войска партию колесных гаубиц "Мальва"". Ростех (بالروسية). Retrieved 2024-06-27.
9. ↑  "Russian Troops Receive New Batch of 2S43 Malva 152mm Wheeled Self-Propelled Artillery Systems". Militarnyi (بالإنجليزية). 31 Jul 2024. Retrieved 2024-08-01.
10. ↑  "Новая САУ: что из себя представляет 2С44 «Гиацинт-К»". verumreactor.ru (بالروسية). 16 Feb 2025. Retrieved 2025-02-18.
11. ↑  "Ukrainian UAV spotted first appearance of 2S43 Malva new Russian Self propelled Howitzer". Defense News security global military army equipment industry. 11 يونيو 2024. اطلع عليه بتاريخ 2024-06-11.